# Jens-Uwe Sommerschuh
Jens-Uwe Sommerschuh (* 12. Dezember 1959 in Nordhausen) ist ein deutscher Schriftsteller.

## Leben
Jens-Uwe Sommerschuh absolvierte ein Studium der Publizistik und arbeitete danach als Kunstredakteur in Dresden. Er war Korrespondent des Kunstmagazins art. Sommerschuh schreibt seit 1992 eine Kolumne für die Sächsische Zeitung, für die er auch als Musikkritiker tätig ist. Seit 1996 veröffentlicht er Prosa, bislang sind vier Romane erschienen. Ein Teil seiner Kolumnen und Kurzgeschichten wurde in Sammelbänden veröffentlicht. 
Sommerschuh lebt in Dresden und auf der italienischen Insel Alicudi.

## Werke
- Carcassonne. Roman. Buchlabor, Dresden 1996, ISBN 3-929693-10-0 (neu bearbeitete Fassung: Aufbau-Taschenbuch-Verlag, Berlin 2001, ISBN 3-7466-1790-1; Neuausgabe: Salomo, Dresden 2018, ISBN 978-3-941757-87-5).
- Das Erste Buch Amasis. Buchlabor, Dresden 1996, ISBN 3-929693-13-5.
- Das Zweite Buch Amasis. Buchlabor, Dresden 1998, ISBN 3-929693-16-X.
- Coyote. Roman. Aufbau-Taschenbuch-Verlag, Berlin 2002, ISBN 3-7466-1864-9; Neuausgabe: Salomo, Dresden 2019, ISBN 978-3-941757-98-1
- Vom Schönsten das Beste. Die Staatlichen Kunstsammlungen Dresden. Hatje Cantz Verlag, Ostfildern 2010, ISBN 978-3-7757-2458-6.
- The Fairest Of Them All. The Dresden State Art Collections. Ostfildern 2010, ISBN 978-3-7757-2457-9. (englisch)
- Mimi. Roman. Editia, Dresden 2016, ISBN 978-3-943450-44-6.
- Das Erste Buch Vivaldi. Zwiebook, Dresden 2016, ISBN 978-3-943451-29-0.
- Das Zweite Buch Vivaldi. Zwiebook, Dresden 2017, ISBN 978-3-943451-33-7.
- Das Dritte Buch Vivaldi. Zwiebook, Dresden 2018, ISBN 978-3-943451-37-5.
- Tarantella. Roman. Salomo, Dresden, 2019, ISBN 978-3-941757-93-6.
- Das Vierte Buch Vivaldi. Zwiebook, Dresden 2019, ISBN 978-3-943451-42-9